# تود ماكولوتش
تود ماكولوتش (بالإنجليزية: Todd MacCulloch) مواليد 27 يناير 1976 في وينيبيغ، هو لاعب كرة سلة كندي معتزل بدأ مسيرته الاحترافية في سنة 1999. تم اختياره من قبل فريق فيلادلفيا سفنتي سيكسرز خلال الدرافت. يبلغ طوله 7 قدم 0 بوصة (2.1 م). مثّل منتخب بلاده. شارك في دورة الألعاب الأولمبية الصيفية سنة 2000. حقق المركز الثاني في بطولة أمم الأمريكتين لكرة السلة 1999. اعتزل اللعب في 2003. أحرز خلال مسيرته في الإن بي إيه 4599 نقطة بمعدل 10.6 نقاط في المباراة الواحدة.

## المسيرة الاحترافية
لعب مع فيلادلفيا سفنتي سيكسرز من سنة 1999 إلى 2001، ثم لعب مع بروكلين نتس في موسم 2001–2002، ثم لعب مع فيلادلفيا سفنتي سيكسرز في موسم 2002–2003.

## الميداليات
| الميدالية | المسابقة                             |
| --------- | ------------------------------------ |
| برونزية   | الألعاب الجامعية الصيفية 1995        |
| فضية      | بطولة أمم الأمريكتين لكرة السلة 1999 |
| برونزية   | بطولة أمم الأمريكتين لكرة السلة 2001 |

## روابط خارجية
- تود ماكولوتش على موقع الاتحاد الدولي لكرة السلة (الإنجليزية)
- تود ماكولوتش على موقع إن بي أي (الإنجليزية)
- تود ماكولوتش على موقع سبورتس رفرنس (الإنجليزية)
- تود ماكولوتش على موقع كرة السلة الأوروبية.كوم (الإنجليزية)
- تود ماكولوتش على موقع كلية كرة السلة في سبورتس رفرنس.كوم (الإنجليزية)
- تود ماكولوتش على موقع ريلجم (الإنجليزية)
- تود ماكولوتش على موقع بروبوليرز (الإنجليزية)
- تود ماكولوتش على موقع سبورتس رفرنس (الإنجليزية)
- تود ماكولوتش على موقع أوليمبيديا (الإنجليزية)
- تود ماكولوتش على موقع اللجنة الأولمبية الكندية (الإنجليزية)